# Великоустюзьке міське поселення
Вели́коу́стюзьке міське поселення (рос. Великоустюжское городское поселение) — міське поселення у складі Великоустюзького району Вологодської області Росії.
Адміністративний центр — місто Великий Устюг.

## Населення
Населення міського поселення становить 31464 особи (2019; 31926 у 2010, 33663 у 2002).

## Історія
Станом на 2002 рік існувала Великоустюзька міська рада (місто Великий Устюг), присілок Слободка перебував у складі Юдинської сільської ради. 2006 року міськрада була перетворена у міське поселення.

## Склад
До складу міського поселення входять:
| Населений пункт      | Населення, осіб (2002) | Населення, осіб (2010) |
| -------------------- | ---------------------- | ---------------------- |
| Великий Устюг, місто | 33419                  | 31665                  |
| Слободка, присілок   | 244                    | 261                    |